# Vasco Rossi
Vasco Rossi(n. 7 februarie 1952, Zocca, Emilia-Romagna, Italia) este un cantautor italian.